# Autoconsumo collettivo

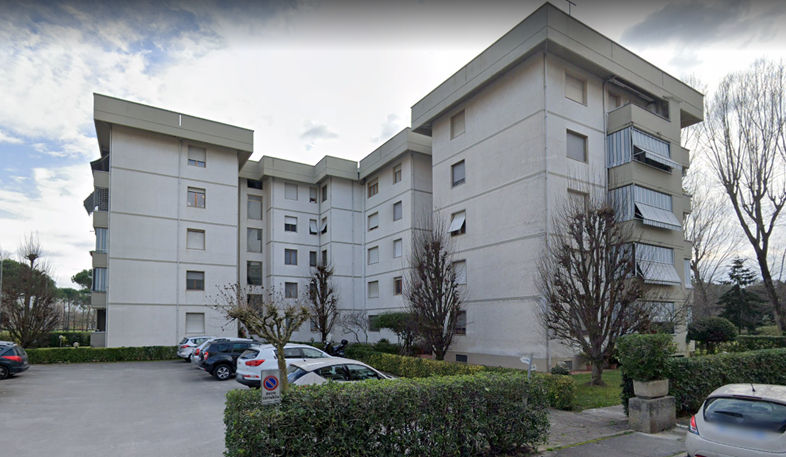
Condominio tipo per la costituzione di un AUC

L'autoconsumo collettivo (AUC; in inglese Collective Self-Consumption, abbreviato CSC), anche chiamato autoconsumo collettivo a distanza, o Gruppo di Autoconsumo Collettivo (GAC), o comunità di auto-consumatori di energia rinnovabile che agiscono collettivamente, è una particolare e specifica forma di autoconsumo energetico condiviso a distanza. In Italia i consumatori di energia elettrica possono associarsi in una comunità (Comunità energetica rinnovabile, CER) per produrre localmente, singolarmente o collettivamente, tramite fonti rinnovabili, l'energia elettrica necessaria al proprio fabbisogno, “condividendo" l'eventuale eccedenza agli altri membri della comunità. Questo è possibile grazie all'entrata in vigore del decreto-legge 162/19 (articolo 42bis) e dei relativi provvedimenti attuativi, quali la delibera 318/2020/R/eel dell'Autorità di Regolazione per Energia Reti e Ambiente (ARERA) e il DM 16 settembre 2020 del Ministero delle Imprese e del Made in Italy (MiSE).
L'energia elettrica “condivisa" (pari al minimo, su base oraria, tra l'energia elettrica immessa in rete dagli impianti di produzione e l'energia elettrica prelevata dai consumatori) beneficia di un contributo economico riconosciuto dal Gestore dei Servizi Energetici (GSE) con lo scopo di incentivare l'autoconsumo in loco dell'energia prodotta. Quando tale comunità è costituita all'interno di uno stesso condominio o edificio prende la denominazione specifica di autoconsumo collettivo. Gli impianti di produzione dell'energia possono altresì essere di proprietà di soggetti terzi ed esterni al condominio.

## Definizione
La definizione di autoconsumo collettivo viene data in Italia dal Decreto Legislativo n°199 del 2021 e dal Testo Integrato dell'Autoconsumo Diffuso (TIAD) pubblicato dall'ARERA a recepimento della Direttiva Europea RED II. Esso si può esplicitare in produttori di energia elettrica rinnovabile per il proprio consumo (prosumer) che condividono il surplus della propria produzione con altri utenti (consumer) siti nella stessa struttura o edificio. L’autoconsumo collettivo si pone pertanto a metà strada tra l'auto-consumatore individuale e la comunità energetica rinnovabile.

In Italia l'autoconsumo collettivo prevede: 

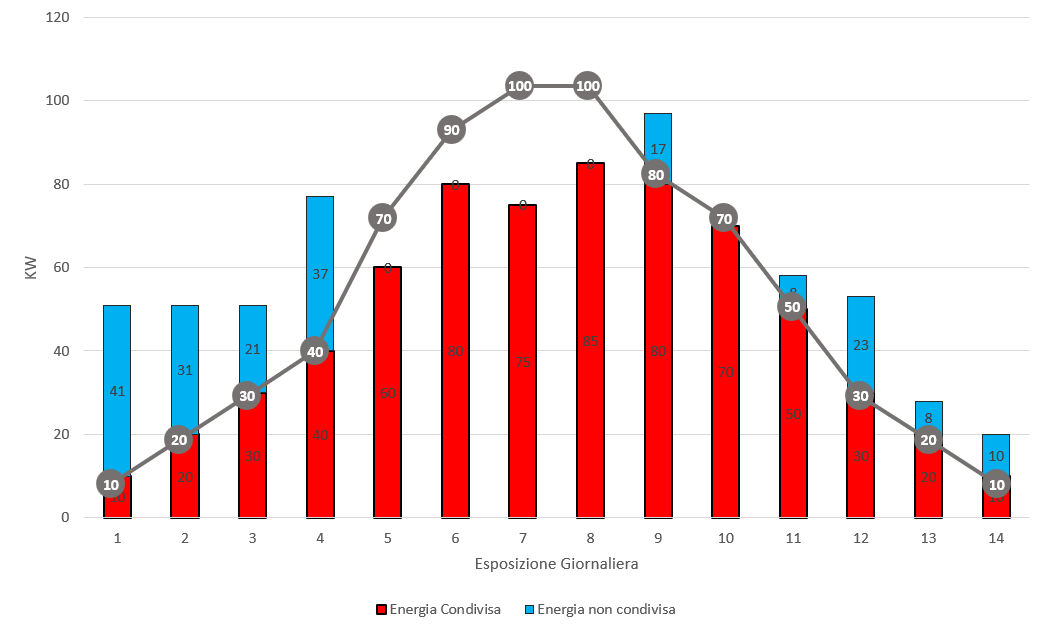
Esempio di AUC: in grigio l'energia prodotta, in rosso l'autoconsumo ed in blue l'energia immessa in rete

- gli auto-consumatori devono trovarsi nello stesso edificio o condominio;
- ciascun auto-consumatore può produrre e accumulare energia elettrica rinnovabile attraverso impianti interconnessi direttamente o attraverso la rete;
- si utilizza la rete di distribuzione per condividere l'energia prodotta dagli impianti a fonti rinnovabili, anche ricorrendo a impianti di stoccaggio, con le medesime modalità stabilite per le comunità energetiche dei cittadini (CER);
- l'energia autoprodotta è utilizzata prioritariamente per i fabbisogni degli auto-consumatori e l'energia in eccesso può essere accumulata e venduta anche tramite accordi di compravendita di energia elettrica rinnovabile, direttamente o mediante aggregazione;
- la partecipazione al gruppo di auto-consumatori di energia rinnovabile che agiscono collettivamente non può costituire l'attività commerciale e industriale principale delle imprese private.

Qui di seguito si riporta uno schema di confronto tra le due configurazioni di autoconsumo collettive possibili ovvero le comunità/gruppi di autoconsumo collettivo (AUC) e le comunità energetiche (CER/CEC) secondo le indicazioni dell'ARERA.
| Classi                                                                        | Tipologie                                                                      | Definizione                              | Caratteristiche | Fonti usate per la produzione | Utenti | Referente |
| ----------------------------------------------------------------------------- | ------------------------------------------------------------------------------ | ---------------------------------------- | --- | --- | --- | --- |
| Gruppi di autoconsumatori che agiscono collettivamente in edifici e condomini | gruppo di auto-consumatori di energia rinnovabile che agiscono collettivamente | Art. 2, comma 1, letter o), d.lgs 199/21 | Gruppo composto da clienti finali e/o produttori titolari di punti di connessione ubicati nel medesimo edificio o condominio. Gli impianti di produzione possono essere altrove, purché nella stessa zona di mercato e in aree nella piena disponibilità di uno o più clienti facenti parte della configurazione | Fonti rinnovabili | Clienti finali, produttori. Gli impianti possono essere gestiti da soggetti esterni al gruppo, purché soggetti alle istruzioni di uno o più clienti facenti parte della configurazione                                 | Uno dei clienti finali scelto dal gruppo o il legale rappresentante dell'edificio o condominio (se presenti) |
| Gruppi di autoconsumatori che agiscono collettivamente in edifici e condomini | gruppo di clienti attivi che agiscono collettivamente                          | Art. 14, comma 4, d.lgs 210/21           | Gruppo composto da clienti finali e/o produttori titolari di punti di connessione ubicati nel medesimo edificio o condominio. Gli impianti di produzione possono essere altrove, purché nella stessa zona di mercato e in aree nella piena disponibilità di uno o più clienti facenti parte della configurazione | Tutte | Clienti finali, produttori. Gli impianti possono essere gestiti da soggetti esterni al gruppo, purché soggetti alle istruzioni di uno o più clienti facenti parte della configurazione                                 | Uno dei clienti finali scelto dal gruppo o il legale rappresentante dell'edificio o condominio (se presenti) |
| Comunità energetiche                                                          | comunità energetica rinnovabile o comunità di energia rinnovabile              | art. 31, d.lgs 199/21                    | Soggetto giuridico senza scopo di lucro, i cui membri sono clienti finali e/o produttori nel rispetto delle definizioni, titolari di punti di connessione ubicati nella medesima zona di mercato | Fonti rinnovabili, utilizzate tramite impianti di produzione entrati in esercizio dopo il 15 dicembre 2021 o già ammessi e comunità energetiche ai sensi del DL 162/19. Sono ammessi anche gli impianti di produzione entrati in esercizio prima del 15 dicembre 2021 purché la loro potenza non superi il 30% del totale | Clienti finali, produttori. Gli impianti possono essere gestiti da soggetti diversi dalla comunità, purché in relazione all'energia immessa gli impianti siano nella disponibilità e sotto il controllo della comunità | Comunità energetica                                                                                          |
| Comunità energetiche                                                          | comunità energetiche di cittadini                                              | art. 3, comma 3, d.lgs 210/21            | Soggetto giuridico senza scopo di lucro, i cui membri sono clienti finali e/o produttori nel rispetto delle definizioni, titolari di punti di connessione ubicati nella medesima zona di mercato | Tutte | Clienti finali, produttori. Gli impianti possono essere gestiti da soggetti diversi dalla comunità, purché in relazione all'energia immessa gli impianti siano nella disponibilità e sotto il controllo della comunità | Comunità energetica                                                                                          |

## Costituzione
Un gruppo di auto-consumatori collettivi rappresenta, in Italia, un insieme di almeno due auto-consumatori di energia rinnovabile che agiscono in modo collettivo in virtù di un accordo privato condiviso tra le parti sempreché tali auto-consumatori siano siti nello stesso condominio o edificio. Tale tipo di configurazione tuttavia cambia da paese a paese: in Spagna, ad esempio affinché sia applicabile l’autoconsumo collettivo i consumatori non devono trovarsi all'interno dello stesso edificio ma entro un raggio di 2 km dall’impianto di produzione. In Italia inoltre l'autoconsumo collettivo non necessita della costituzione di un ente giuridico autonomo, giacché un condominio ha già per legge una sua natura di comunione giuridica.
La costituzione di un autoconsumo collettivo si esplicita attraverso i seguenti punti:
1. realizzazione dell’impianto di energia rinnovabile nel condominio o in un'area di sua disponibilità;
2. sottoscrizione nel gruppo di un contratto di diritto privato che regoli il rapporto tra le parti e quindi, anche trattandosi di un condominio, la necessità di ufficializzare all'interno dello stesso la regolazione degli incentivi attraverso una forma contrattualistica di tipo privato;[26]
3. controllo che l'impianto sia regolarmente iscritto al sistema il sistema di gestione delle anagrafiche uniche degli impianti di produzione (GAUDI) di Terna;[27]
4. trasmissione al GSE della domanda di immissione al servizio di valorizzazione e incentivazione;[28]
5. richiesta di accesso alle tariffe incentivanti entro 90 giorni dall'entrata in esercizio dell'impianto.[29]

L'incentivo non può essere richiesto per periodi precedenti alla data di tale sottoscrizione. Nel caso di un eventuale ritardo nella presentazione della richiesta si perdono i benefici dall'entrata in servizio dell'impianto fino al il primo giorno del mese successivo alla domanda in ritardo e pertanto, anche se in ritardo, non si perdono in maniera assoluta i benefici incentivanti; è comunque possibile indicare una data di decorrenza successiva a quella di presentazione della domanda.
Il referente di un gruppo di auto-consumatori di energia rinnovabile che agiscono collettivamente, può essere, poiché i punti di connessione del suddetto gruppo sono ubicati all’interno di un medesimo condominio:
1. l'amministratore o rappresentante laddove non vi sia obbligo nello stabile di nomina di un amministratore;[32]
2. il rappresentante di un produttore di energia elettrica che gestisce uno o più impianti di produzione all'interno della configurazione di gruppo di auto-consumatori di energia rinnovabile;
3. in ambito commerciale o industriale, in assenza di un amministratore di condominio il ruolo del referente può essere ricoperto da soggetti all’uopo costituiti per la gestione degli spazi e servizi comuni (quali consorzi) ovvero da un rappresentante dei soggetti proprietari delle unità immobiliari aventi parti comuni (che funge da rappresentante del condominio).[33]

## Autoconsumo collettivo in Italia
Legambiente nel proprio rapporto sulle comunità rinnovabili del 2022 riporta come attive in Italia 20 configurazioni di autoconsumo collettivo.
Utilitalia nel proprio report del 2022 riporta gli studi effettuati su alcune configurazioni di autoconsumo collettivo nei comuni di Tortona (AL), Casalecchio di Reno (BO) e Bologna.
Un report di Agici - Accenture del maggio 2023 riporta che a tale data in Italia erano in progetto altre 16 comunità di autoconsumo collettivo, per un totale di 36 AUC, una potenza installata a regime di 2,3 MW ed una potenza media ad AUC di 0,065 MW.
Uno studio dell'osservatorio permanente ES del Politecnico di Milano ha evidenziato due modelli economici di autoconsumo collettivo, il primo promosso da enti pubblici, il secondo da players energetici.

### Incentivazione
L'intento del legislatore europeo e di quello italiano, attraverso la costituzione dell'autoconsumo collettivo, è quello di "fornire benefici ambientali, economici e sociali" (art 16, comma c RED II, Art 31, par. 1, comma a. del d.lgs. n°199 del 2021) ma non è quello di fornire profitti finanziari. A tal uopo la tariffa di incentivazione viene corrisposta con lo scopo di incoraggiare e favorire l'autoconsumo ma non di arricchire chi ne beneficia.
La tariffa premio spettante ed applicabile all’energia elettrica condivisa è la stessa prevista per configurazioni di autoconsumo a distanza è stabilita da un decreto del Ministero dell'Ambiente e della Sicurezza Energetica (MASE) ed è attualmente in fase di approvazione. Sarà espressa in €/MWh e determinata sulla base delle presenti formule ({\displaystyle \operatorname {TIP} }=Tariffa Incentivo Premio o  {\displaystyle \operatorname {FIP} }=Feed-In Premium):

#### Per impianti di potenza > 600 kW
{\displaystyle \operatorname {TIP:60+MAX(0;180-Pz)} }
dove {\displaystyle \operatorname {Pz} } è il prezzo zonale orario dell’energia elettrica. La tariffa premio non può eccedere il valore di 100 €/MWh.

#### Per impianti di potenza > 200 kW e ≤ 600 kW

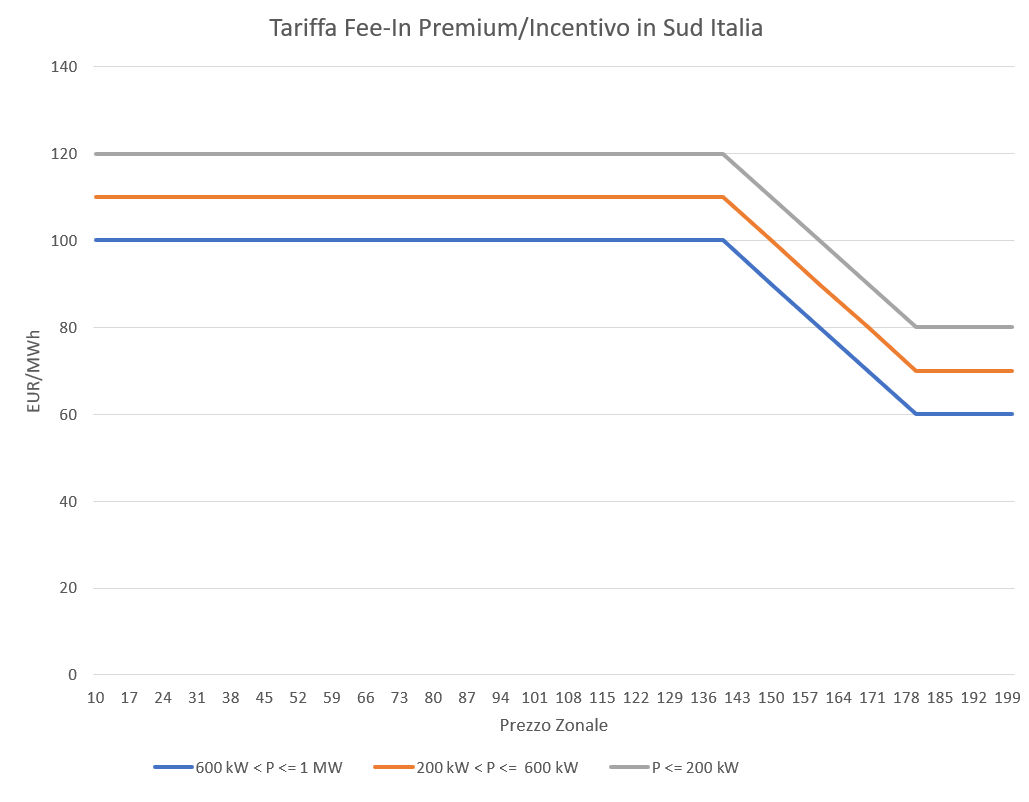
Andamento della Incentivo in funzione del Prezzo Zonale dell'Energia Elettrica

{\displaystyle \operatorname {TIP:70+MAX(0;180-Pz)} }
dove {\displaystyle \operatorname {Pz} } è il prezzo zonale orario dell’energia elettrica. La tariffa premio non può eccedere il valore di 110 €/MWh.

#### Per impianti di potenza ≤ 200 kW
{\displaystyle \operatorname {TIP:80+MAX(0;180-Pz)} }
dove {\displaystyle \operatorname {Pz} } è il prezzo zonale orario dell’energia elettrica. La tariffa premio non può eccedere il valore di 120 €/MWh.
Sebbene tale suddivisione per tipologia di impianto è teoricamente possibile, risulta statisticamente improbabile che un gruppo di autoconsumo collettivo possa avere a disposizione impianti di produzione elettrica superiori ai 200 kW.
A questi incentivi vanno aggiunti dei fattori di conversione per tenere conto dei diversi livelli di insolazione maggiori nel Sud d'Italia rispetto al Centro e al Nord:
| Zona geografica | Fattore di correzione |
| --- | --------------------- |
| Regioni del Centro (Lazio, Marche, Toscana, Umbria, Abruzzo)                                                                       | +4 €/MWh              |
| Regioni del Nord (Emilia-Romagna, Friuli-Venezia Giulia, Liguria, Lombardia, Piemonte, Trentino-Alto Adige, Valle d'Aosta, Veneto) | +10 €/MWh             |

Oltre al ritorno economico da parte del GSE è previsto un ristoro per quelle componenti tariffarie connesse al trasporto dell'energia che non risultano tecnicamente applicabili all’energia condivisa in quanto energia istantaneamente auto-consumata e non utilizzante la rete di distribuzione. Tutta l'energia elettrica non auto consumata o immagazzinata potrà essere ceduta dal condominio, attraverso la rete di distribuzione, al mercato.

### Ripartizione degli incentivi

Esempio di incentivazione per l'autoconsumo collettivo

Gli incentivi ricevuti dal condominio devono essere ripartiti in maniera ottimale su tutti i partecipanti alla comunità di autoconsumo collettivo permettendo un bilanciamento tra le quote riservate al condominio (produttore e consumatore - prosumer) e tra le varie unità immobiliari (consumatori - consumers). Dai primi studi (Orange Book 2022) infatti, emerge come la diversa valorizzazione dell’energia auto-consumata fisicamente (carichi comuni) o virtualmente (POD degli appartamenti), comporti la necessità di algoritmi di gestione supervisionando l’energia immagazzinata nel sistema di accumulo, che deve essere in grado di gestire la priorità di scaricamento della batteria sulla base dei carichi attivi oltre che la gestione e la suddivisione corretta degli incentivi. L'incentivo in effetti deve essere proporzionale a quanto auto-consumato e non a ciò che si è investito nell'impianto di produzione e ciò con l'intento di guidare il consumatore "verso un utilizzo consapevole dei propri consumi elettrici per massimizzare il consumo elettrico in loco e la coincidenza con la produzione da fotovoltaico".